# 湯川 (北佐久郡)
湯川（ゆかわ）は、長野県北佐久郡軽井沢町・御代田町、佐久市を流れる川で、信濃川水系の一級河川。江戸時代には、鵜川、大川、鼻顔川とも言われた。

## 地理
長野県北佐久郡軽井沢町北部の浅間山付近に源を発し、白糸の滝や千ヶ滝、碓氷峠などからの河川を合わせ、御代田町を経て佐久市鳴瀬で千曲川（長野県における信濃川の呼称）に合流する。御代田町の湯川渓谷には長野県営の治水ダムである湯川ダムがある。

## 行政指定
指定内容は、以下のとおり。
- 河川指定:一級河川（1965年指定）
- 流端
  - 上流端:長野県北佐久郡軽井沢町大字長倉字獅子岩地籍地先
  - 下流端:信濃川への合流点
- 水系指定:一級水系信濃川水系（1965年指定）

## 参考画像

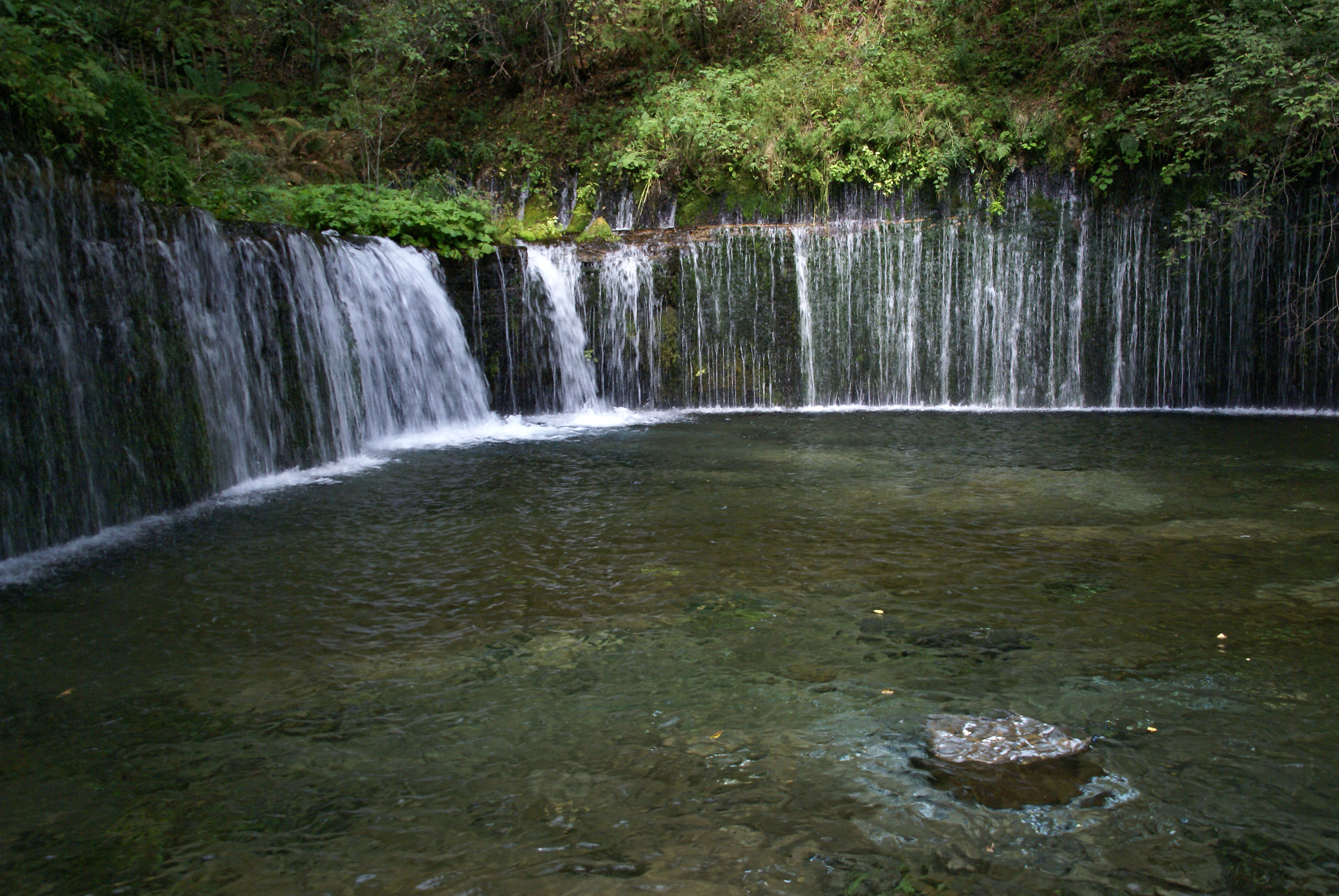
白糸の滝
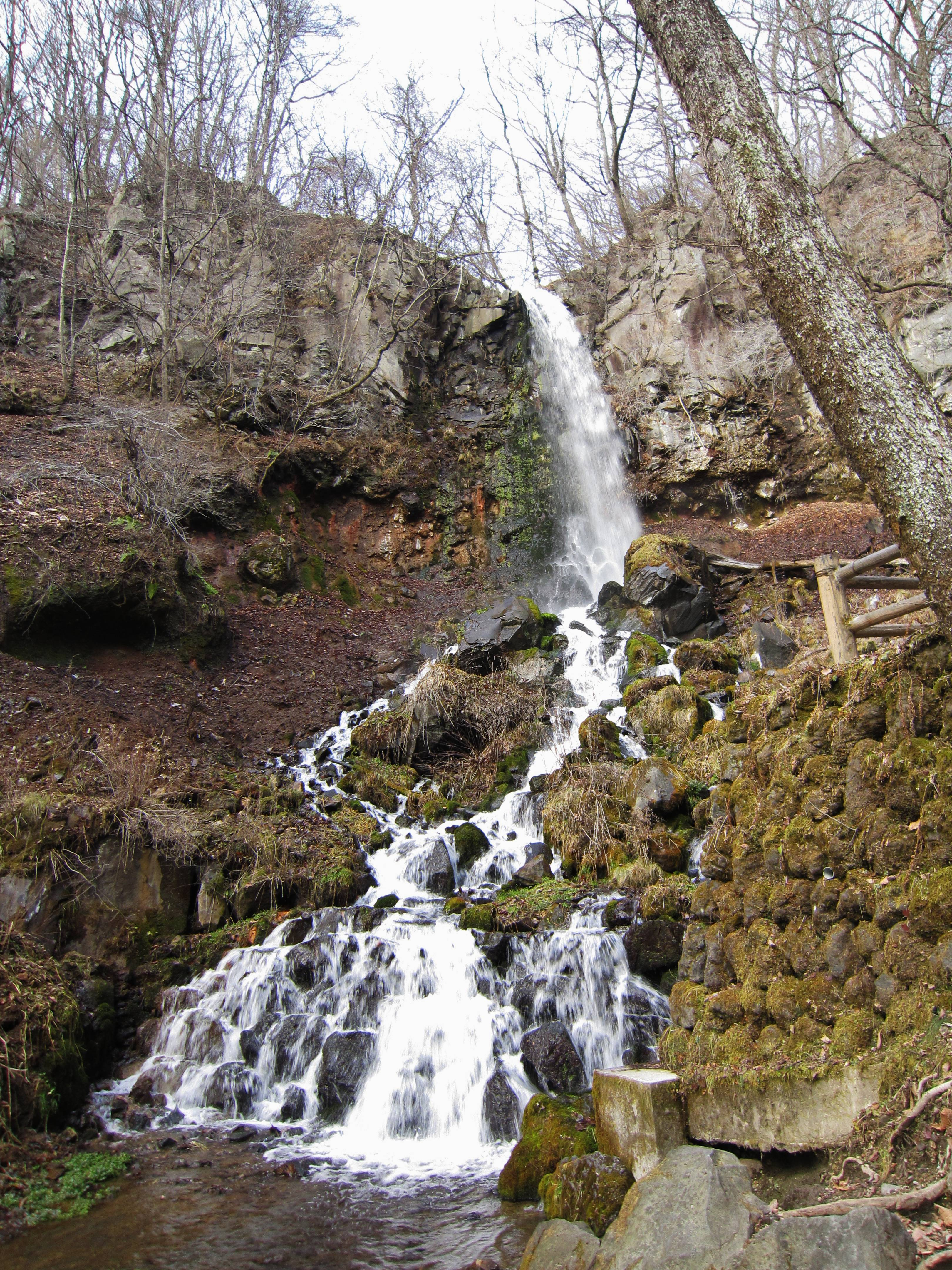
千ヶ滝
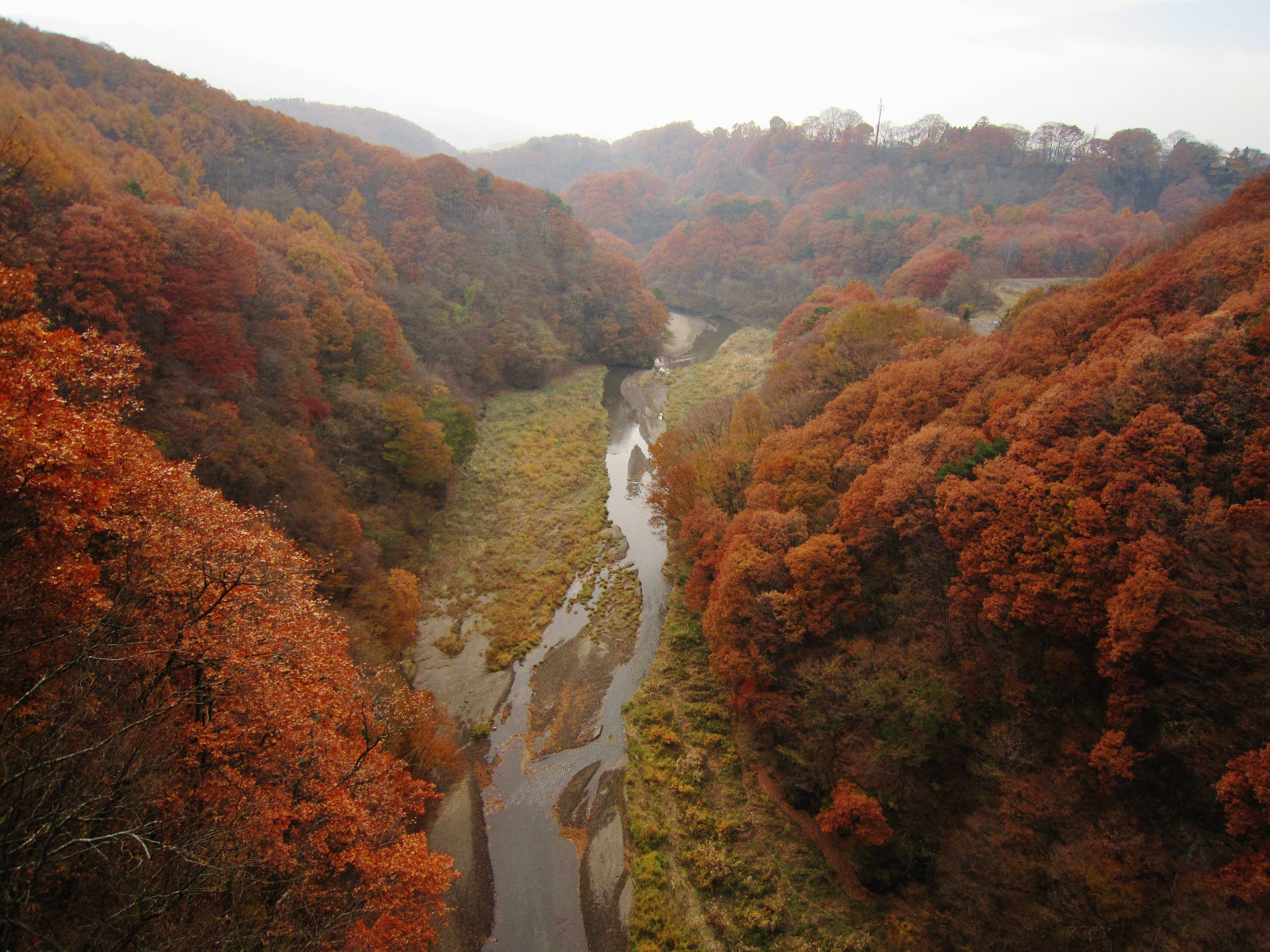
軽井沢大橋より望む湯川渓谷
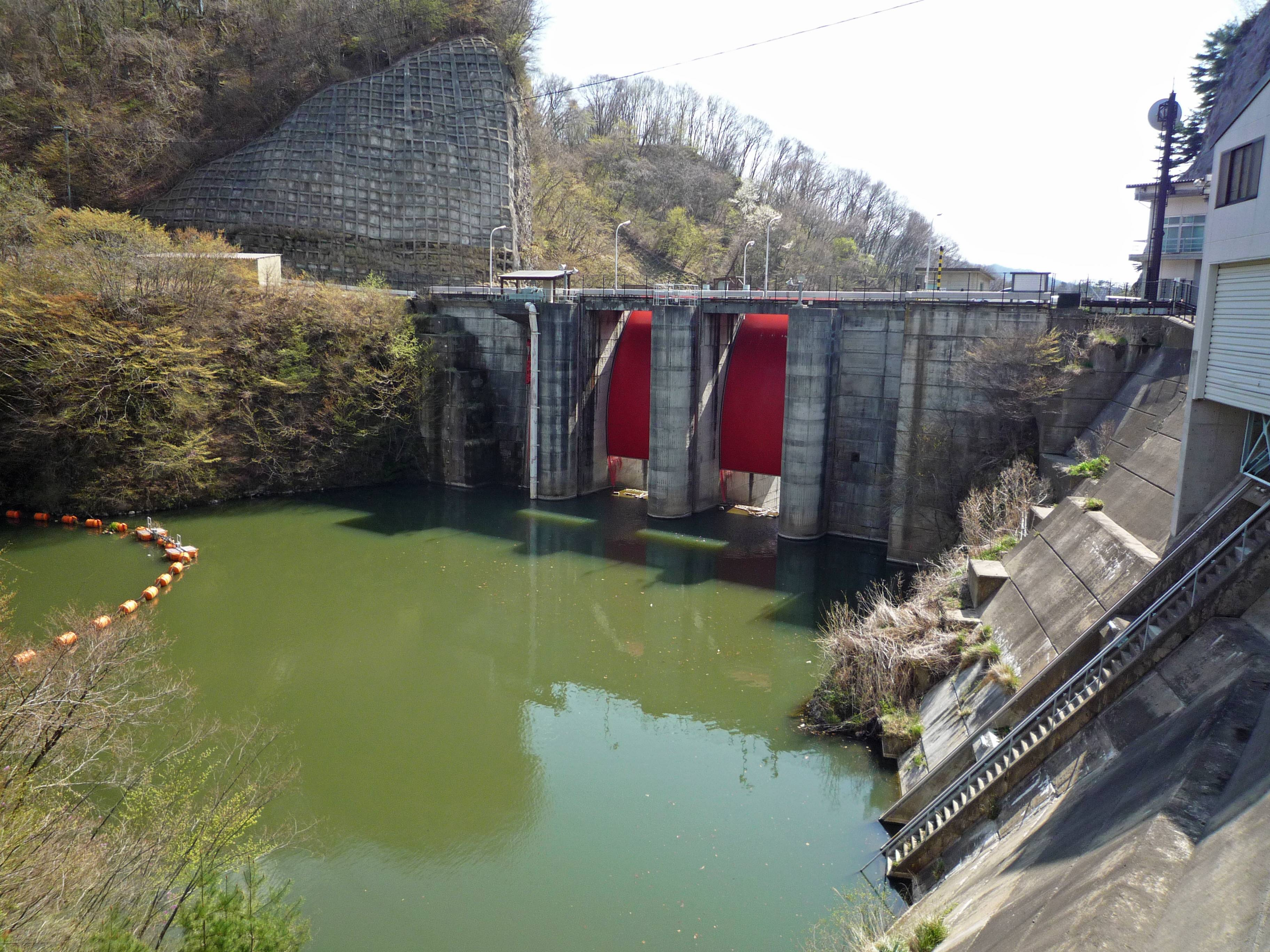
湯川ダム
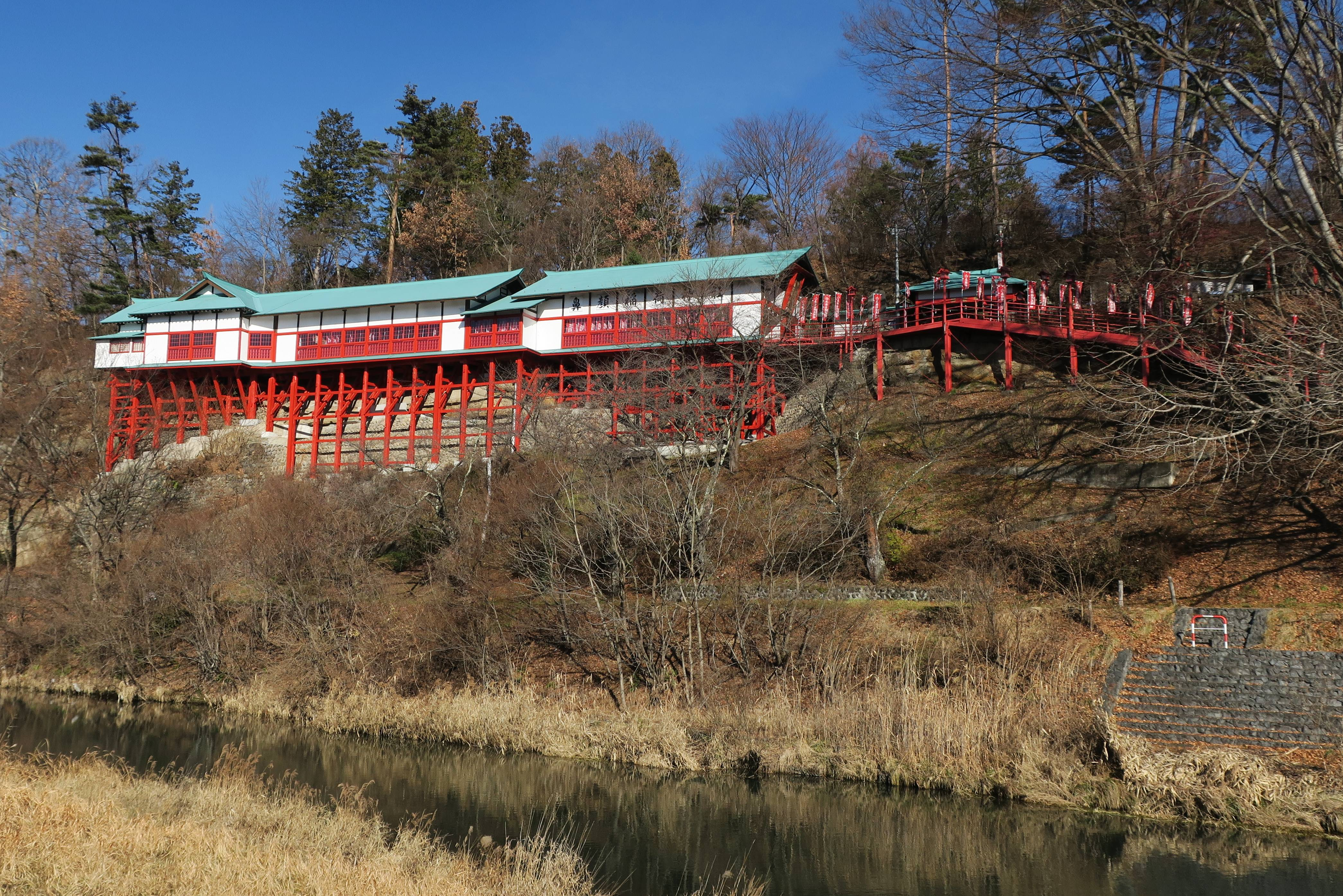
鼻顔稲荷神社付近